# Androsace dissecta
Androsace dissecta är en viveväxtart som först beskrevs av Adrien René Franchet, och fick sitt nu gällande namn av Adrien René Franchet. Androsace dissecta ingår i släktet grusvivor, och familjen viveväxter. Inga underarter finns listade i Catalogue of Life.